# Esedulla Abačev
Esedulla Abdulmuminovič Abačev (in russo Эседулла Абдулмуминович Абачев?; Zil'dik, 13 giugno 1968) è un generale russo di etnia lesga, Eroe della Russia e vicecomandante del Distretto militare di Leningrado dal 2024.

## Biografia
Abačev è nato il 13 giugno 1968 nel villaggio di Zil'dik, distretto di Khiv, nell'allora RSSA Daghestana. Nel 1989 si è diplomato all'Istituto superiore per carristi delle guardie di Charkiv.

### Carriera militare
Negli anni '90, ricoprì il ruolo di comandante di una compagnia meccanizzata all'interno della 20ª Divisione fucilieri motorizzata delle guardie, parte dell'8º Corpo d'armata delle guardie del Distretto militare del Caucaso settentrionale.
Nel 2002, completò il suo percorso di formazione militare presso l'Accademia delle armi combinate delle forze armate della Federazione Russa. Successivamente, venne promosso a capo del servizio logistico della 78ª Brigata logistica (unità militare 11384).
Tra il 2014 e il 2017, Abačev ricoprì il ruolo di comandante della 19ª Divisione fucilieri motorizzata della 58ª Armata combinata del Distretto militare meridionale. Dal 2017 al 2021, servì come capo di stato maggiore e primo vicecomandante della 5ª Armata combinata del Distretto militare orientale, continuando a consolidare la sua esperienza di comando.
Il 18 marzo 2021, con decreto presidenziale n. 148, è stato insignito del grado militare di maggiore generale. Tra il 2021 e il 2022, assunse il ruolo di rappresentante plenipotenziario del ministero della difesa russo in Daghestan, dove si occupò di questioni strategiche e operative nella regione.
A partire dal 24 febbraio 2022, ha partecipato attivamente all'invasione russa dell'Ucraina, venendo nominato comandante del 2º Corpo d'armata, che nel 2024 sarebbe stato ridenominato 3ª Armata combinata delle guardie "Lugansk-Severodoneck". Nel febbraio 2023, è stato promosso a tenente generale delle forze armate russe.
Nel marzo 2024, è stato nominato vicecomandante del Distretto militare di Leningrado. Secondo Bloomberg, il generale avrebbe cercato di avvisare il capo di stato maggiore delle forze armate russe, Valerij Gerasimov, sull'imminente offensiva ucraina nella regione di Kursk, venendo ignorato da quest'ultimo.
Secondo l'intelligence ucraina nella notte tra il 16 e 17 agosto 2025 Abačev, come vice comandante del gruppo truppe "Nord", è stato ferito gravemente da colpi di artiglieria lanciarazzi ucraina mentre stava guidando una colonna di carri armati nella regione di Kursk; in seguito a questo attacco il generale avrebbe perso un braccio e una gamba.